# Bitches Brew
Bitches Brew is een album van de Amerikaanse jazzmuzikant Miles Davis, uitgebracht in 1970.
Bitches Brew werd in 1969 in lange geïmproviseerde jamsessies opgenomen met musici als Wayne Shorter, Joe Zawinul, Jack DeJohnette, Chick Corea en de invloedrijke producer Teo Macero. Het album was een van de eerste commercieel succesvolle platen in het jazzrockgenre, waarin het akoestische jazzgeluid werd vervangen door niet-traditionele jazzinstrumenten als bas- en elektrische gitaar en elektrische piano.
Bitches Brew hielp Miles Davis aan zijn eerste Gouden Plaat in de Verenigde Staten. In 1971 kreeg hij een Grammy Award in de categorie "Best Jazz Performance". In 1999 kreeg Bitches Brew een plaats in de Grammy Hall of Fame. Ook werd het album in 2003 opgenomen in de lijst van 500 beste albums aller tijden, opgesteld door Rolling Stone magazine.

## Tracklist
Disc 1
- "Pharaoh's Dance" – 20:06 (Joe Zawinul)
- "Bitches Brew" – 27:00 (M. Davis)

Disc 2
- "Spanish Key" – 17:34 (M. Davis)
- "John McLaughlin" – 4:26 (M. Davis)
- "Miles Runs The Voodoo Down" – 14:04 (M. Davis)
- "Sanctuary" – 11:01 (Wayne Shorter)
- "Feio" – 11:51 (Wayne Shorter, bonus track op de cd-uitgave)

## Bezetting
- Miles Davis - trompet
- Wayne Shorter - sopraansaxofoon
- Bennie Maupin - basklarinet
- Joe Zawinul - elektrische piano
- Larry Young - elektrische piano
- Chick Corea - elektrische piano
- John McLaughlin - gitaar
- Dave Holland - contrabas en basgitaar
- Harvey Brooks - basgitaar
- Marcus Miller - basgitaar
- Lenny White - drums
- Jack DeJohnette - drums
- Don Alias - drums, congas
- Juma Santos - percussie